# MasterChef (États-Unis)
Cet article concerne l'émission américaine. Pour l'émission britannique, voir MasterChef.
MasterChef est une émission de télévision américaine de télé-réalité culinaire diffusée depuis le 27 juillet 2010 sur Fox.
En France, l'émission est diffusée depuis le 17 janvier 2016 sur AB1. Elle reste inédite dans les autres pays francophones.

## Saisons
| Saison | Début de la saison | Fin de la saison  | Nombre de participants | Gagnant             | Finaliste(s)                        | Juge 1        | Juge 2             | Juge 3              |
| ------ | ------------------ | ----------------- | ---------------------- | ------------------- | ----------------------------------- | ------------- | ------------------ | ------------------- |
| 1      | 27 juillet 2010    | 15 septembre 2010 | 14                     | Whitney Miller      | David Miller                        | Gordon Ramsay | Graham Elliot (en) | Joe Bastianich      |
| 2      | 6 juin 2011        | 16 août 2011      | 18                     | Jennifer Behm       | Adrien Nieto                        | Gordon Ramsay | Graham Elliot (en) | Joe Bastianich      |
| 3      | 4 juin 2012        | 10 septembre 2012 | 18                     | Christine Hà        | Joshua Marks                        | Gordon Ramsay | Graham Elliot (en) | Joe Bastianich      |
| 4      | 22 mai 2013        | 11 septembre 2013 | 19                     | Luca Manfé          | Natasha Crnjac                      | Gordon Ramsay | Graham Elliot (en) | Joe Bastianich      |
| 5      | 26 mai 2014        | 15 septembre 2014 | 22                     | Courtney Lapresi    | Elizabeth Cauvel                    | Gordon Ramsay | Graham Elliot (en) | Joe Bastianich      |
| 6      | 20 mai 2015        | 15 septembre 2015 | 22                     | Claudia Sandoval    | Derrick Peltz                       | Gordon Ramsay | Graham Elliot (en) | Christina Tosi (en) |
| 7      | 1er juin 2016      | 14 septembre 2016 | 20                     | Shaun O'Neale       | Brandi Mudd David Williams          | Gordon Ramsay | Juges invités      | Christina Tosi (en) |
| 8      | 31 mai 2017        | 20 septembre 2017 | 20                     | Dino Luciano Angelo | Eboni Henry Jason Wang              | Gordon Ramsay | Aarón Sánchez (en) | Christina Tosi (en) |
| 9      | 30 mai 2018        | 19 septembre 2018 | 24                     | Gerry Hunt          | Ashley Mincey Cesar Cano            | Gordon Ramsay | Aarón Sánchez (en) | Joe Bastianich      |
| 10     | 29 mai 2019        | 18 septembre 2019 | 20                     | Dorian Hunter       | Sarah Faherty                       | Gordon Ramsay | Aarón Sánchez (en) | Joe Bastianich      |
| 11     | 2 juin 2021        | 15 septembre 2021 | 15                     | Kelsey Murphy       | Autumn Moretti Suu Khin             | Gordon Ramsay | Aarón Sánchez (en) | Joe Bastianich      |
| 12     | 25 mai 2022        | 14 septembre 2022 | 20                     | Dara Yu             | Christian Green Michael Silverstein | Gordon Ramsay | Aarón Sánchez (en) | Joe Bastianich      |
| 13     | 24 mai 2023        | 20 septembre 2023 | 20                     | Grant Gillon        | Jennifer Maune Kennedy Underwood    | Gordon Ramsay | Aarón Sánchez (en) | Joe Bastianich      |
| 14     | 29 mai 2024        | 18 septembre 2024 | 20                     | Michael Leonard     | Becca Gibb Kamay Lafalaise          | Gordon Ramsay | Aarón Sánchez (en) | Joe Bastianich      |

### Sources
- (en) Cet article est partiellement ou en totalité issu de l’article de Wikipédia en anglais intitulé « MasterChef (U.S. TV series) » (voir la liste des auteurs).